# Screen Studies Group
Le Groupe d'études de l'écran, Londres (en anglais: Screen Studies Group, London), est un consortium universitaire publique britannique servant de réseau d'enseignement, de recherches, d’expertise, de fonds de bibliothèques et de publications à l'université de Londres. Il regroupe huit établissements de l’enseignement supérieur et de la recherche,,,,

## Publications
Parmi les nombreux ouvrages publiés sous la houlette du SSG, on compte:
- Gabriel Menotti Gonring, R C Jasper, Virginia Crisp; Besides the Screen: Moving Images Through Distribution, Promotion and Curation, Londres, Palgrave Macmillan, 2015  (ISBN 9781137471024).

Tout d'abord, nous tenons à remercier la Goldsmiths Graduate School, l'Université de Middlesex et le London Screen Studies Group, car sans leur financement et soutien... (Page 3),.
- Lina Khatib, Storytelling in World Cinemas, Columbia University Press, 2012,  (ISBN 9780231850070).

L'idée derrière ce livre a été inspirée [...] soutenu par le Screen Studies Group de l'Université de Londres. Je tiens à remercier Mandy Merck et Laura Mulvey pour leurs encouragements et leur aide dans la réalisation du symposium, et pour avoir ouvert la voie à la naissance de ce livre. (Page 5).
- James Elkins, Zhivka Valiavicharska, Alice Kim, Art and Globalization, Pennsylvania State University Press, 2010, (ISBN 9780271037165).

En juin 2008, le Screen Studies Group de l'Université de Londres a organisé une conférence de deux jours intitulée "Geographies of Film Theory". Cela a été lancé comme un [...] (Paragraphe entier: Page 214).
- Lee Grieveson, Cinema's Military Industrial Complex, University of California Press, 2018, (ISBN 9780520965263).

Coproduction de la LSE et de l'UCL sous l'égide du Screen Studies Group de l'Université de Londres. (Page XIV),.
- David Norman Rodowick, The Virtual Life of Film, Harvard University Press, 2009,  (ISBN 9780674042834).

Ce livre même a pris forme grâce à un certain nombre de conversations à la fois formelles et informelles. Je suis particulièrement redevable à Laura Mulvey [...] pour le Screen Studies Group de l'Université de Londres en février 2003. (Page 191).

## Consortium
Cinq universités membres font partie de cette accréditation inter-collégiale : SOAS, Birkbeck, Goldsmiths, King’s College London et l'University College de Londres.

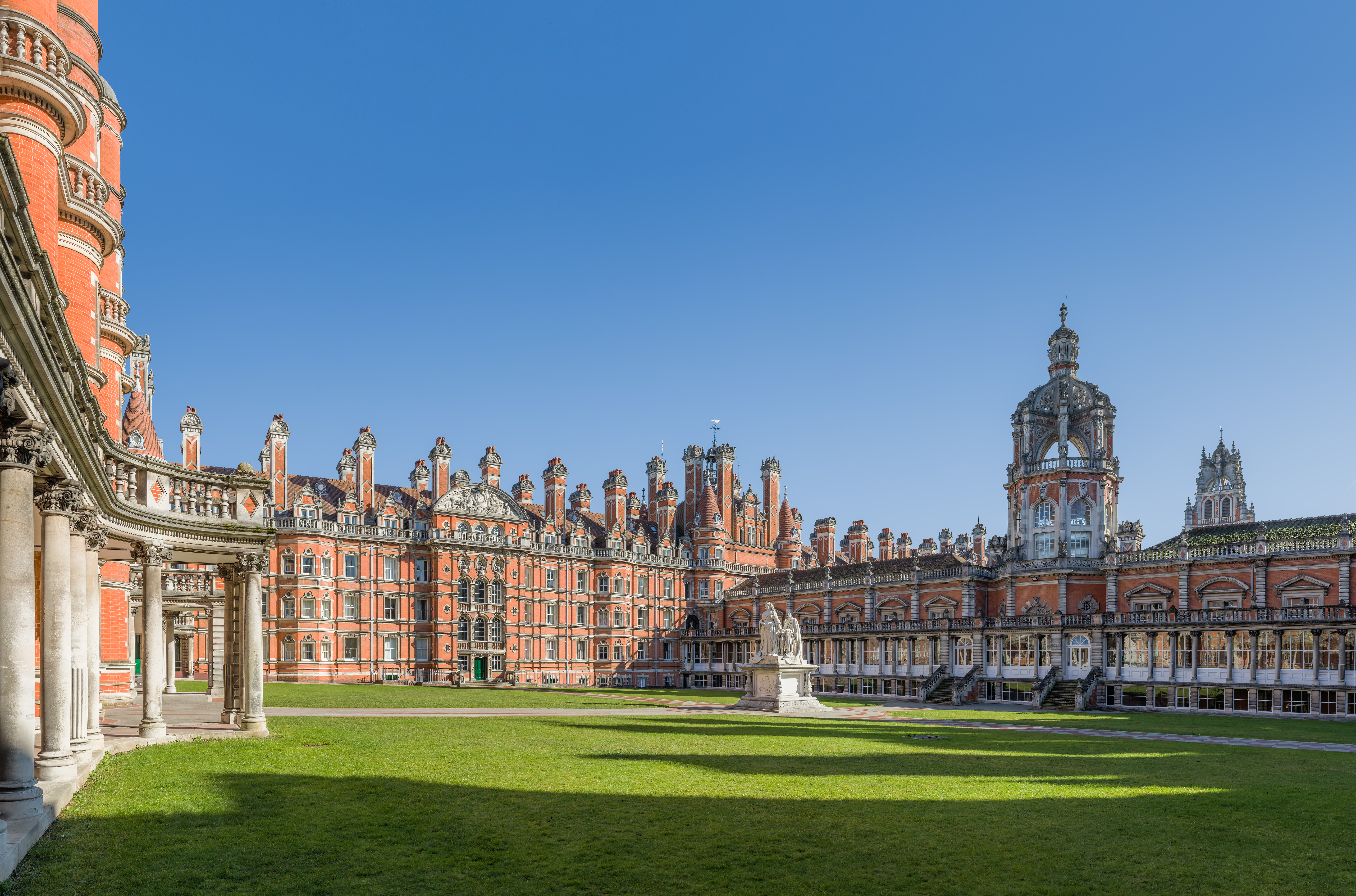
Royal Holloway (université de Londres)
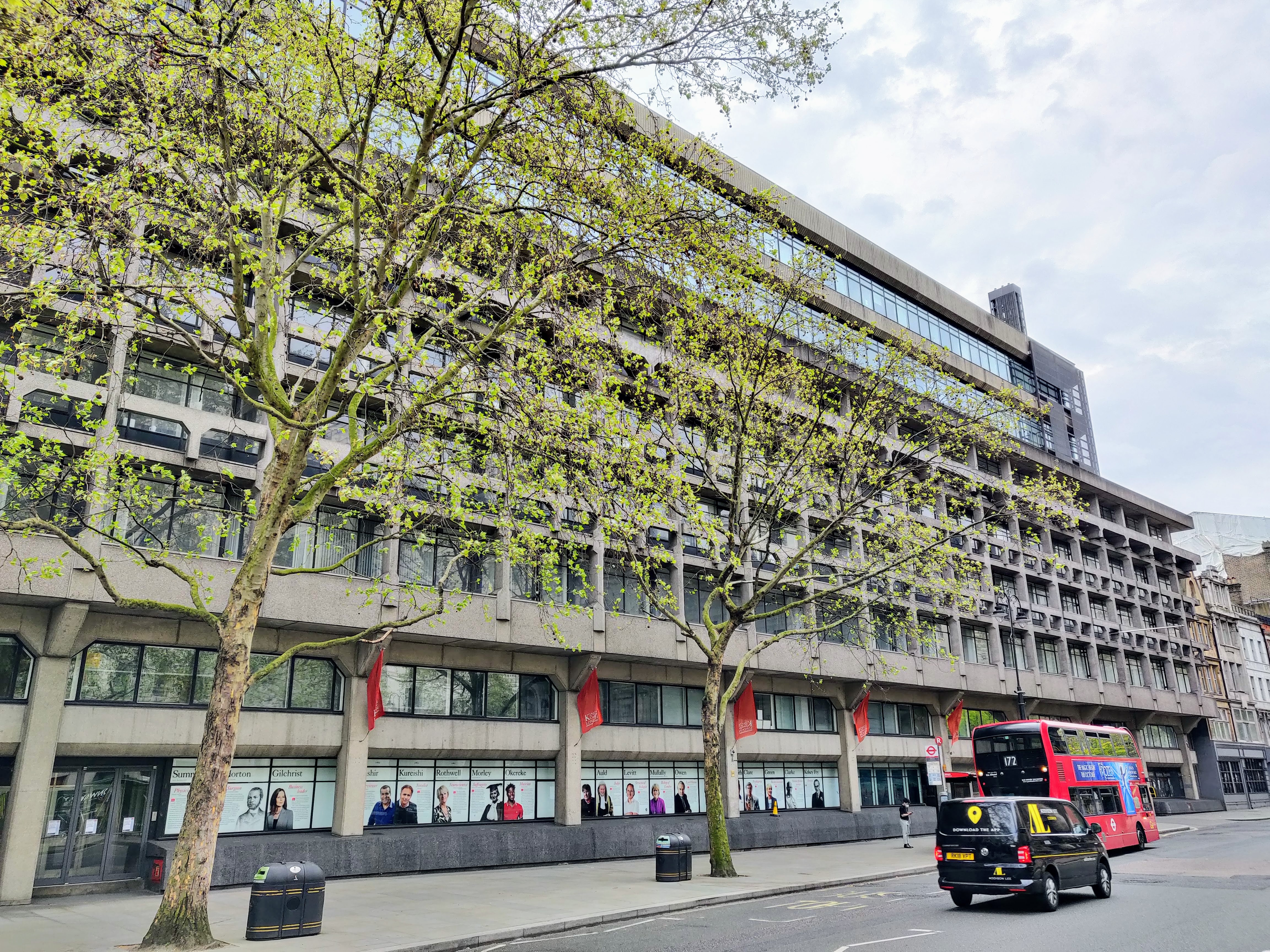
King's College de Londres
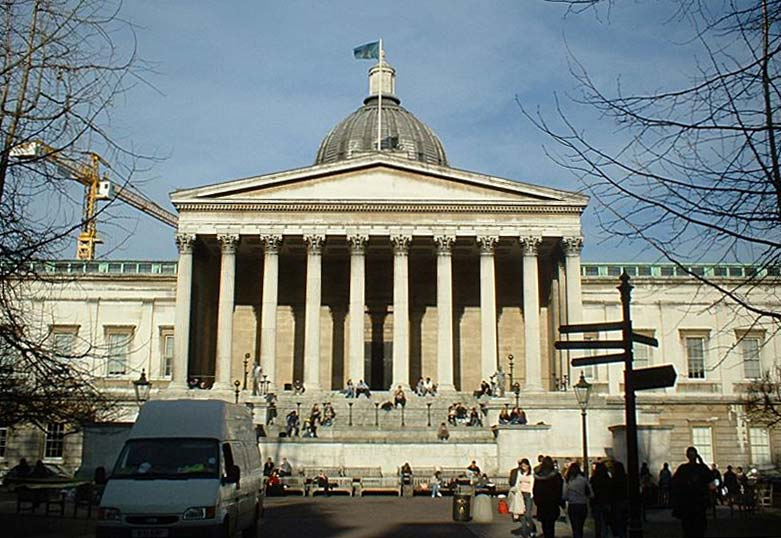
University College de Londres
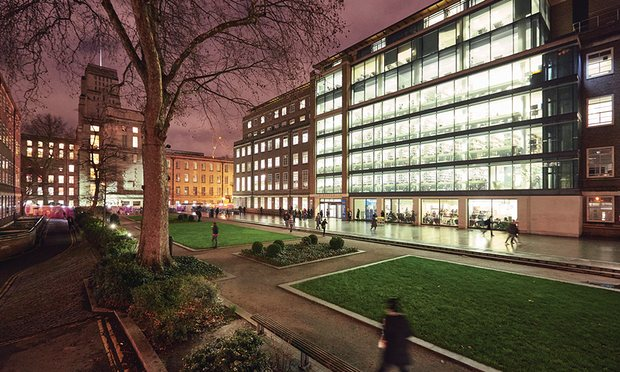
Birkbeck, Université de Londres
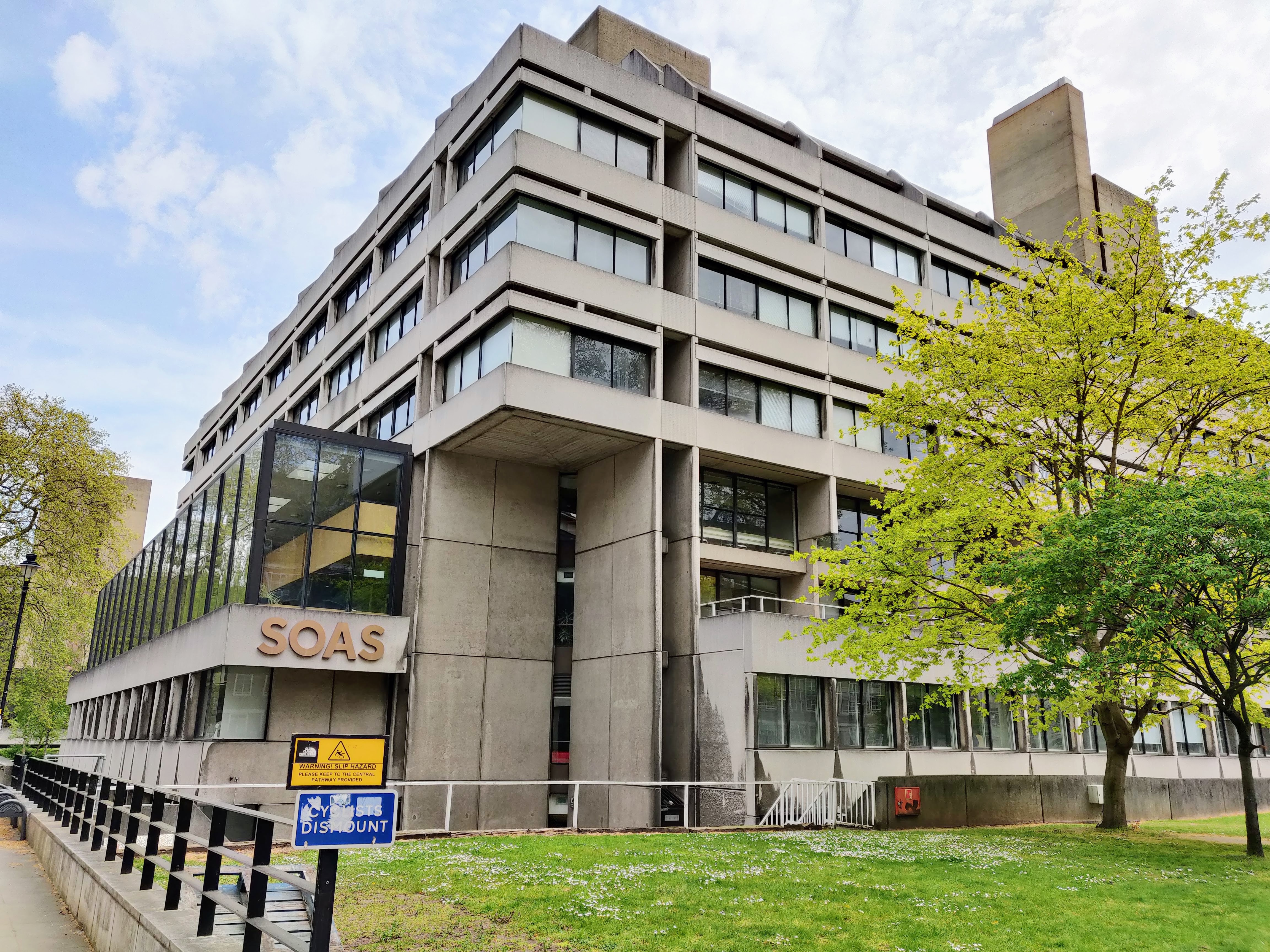
School of Oriental and African Studies
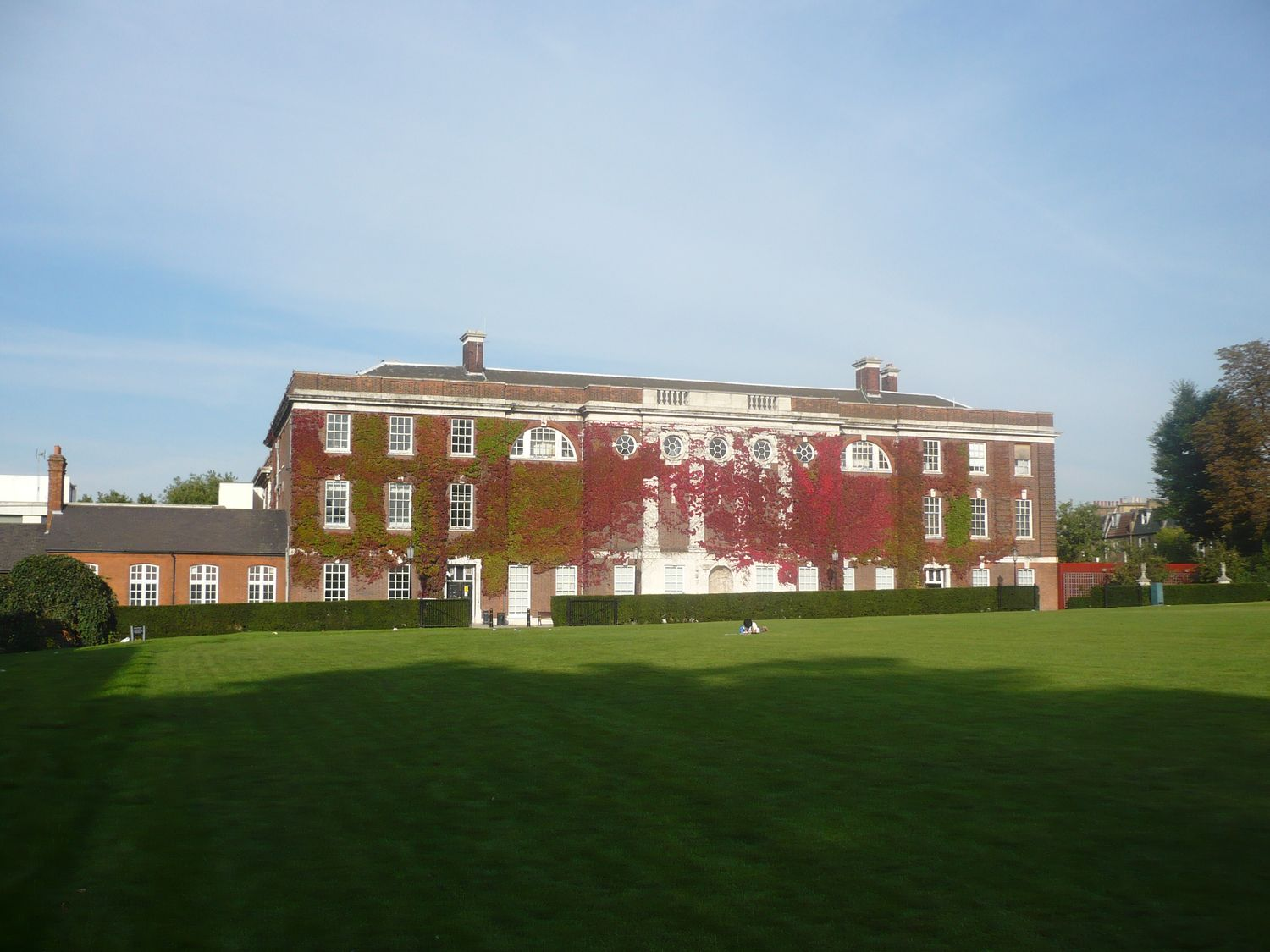
Goldsmiths, University of London
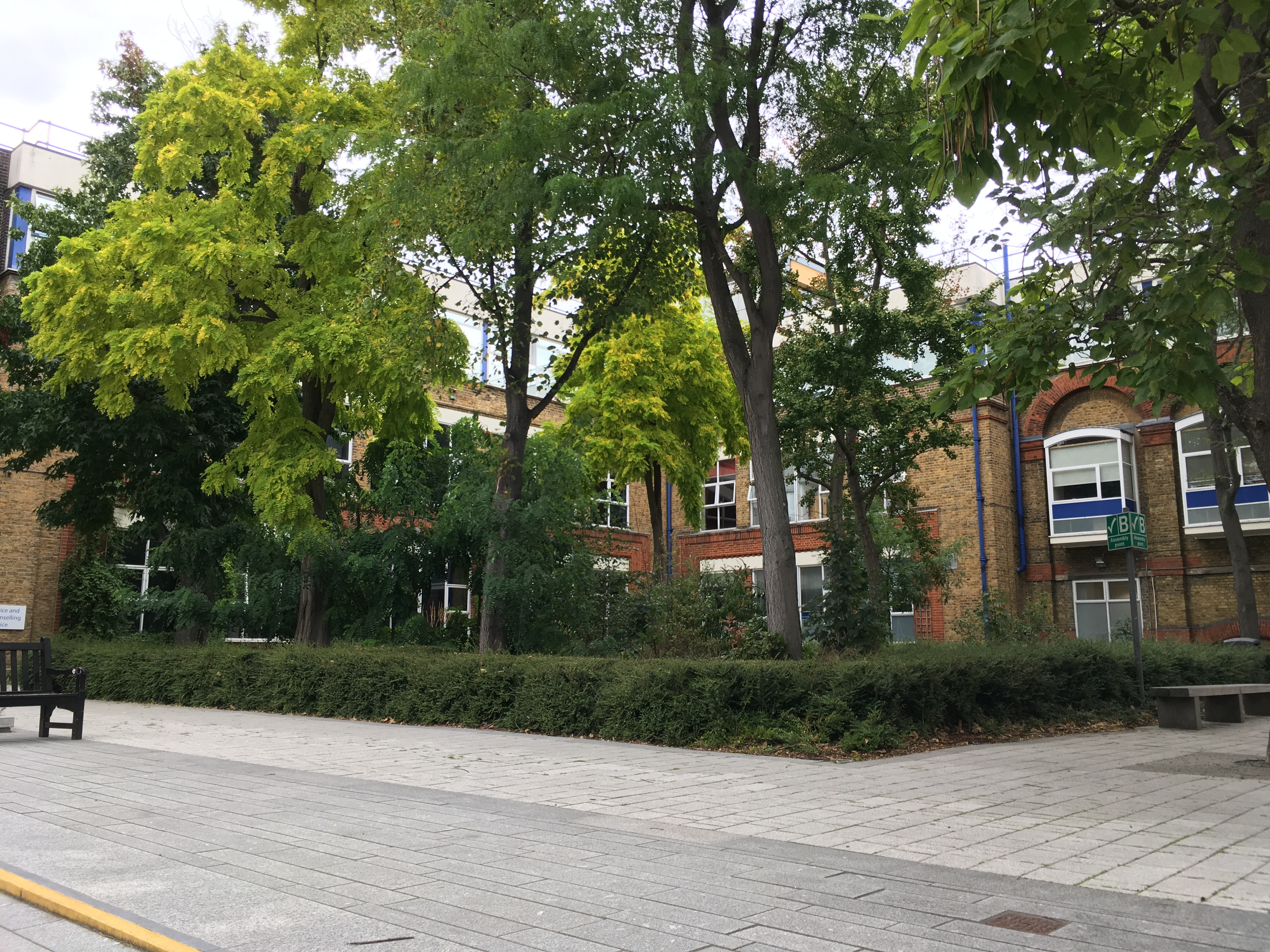
Queen Mary University of London
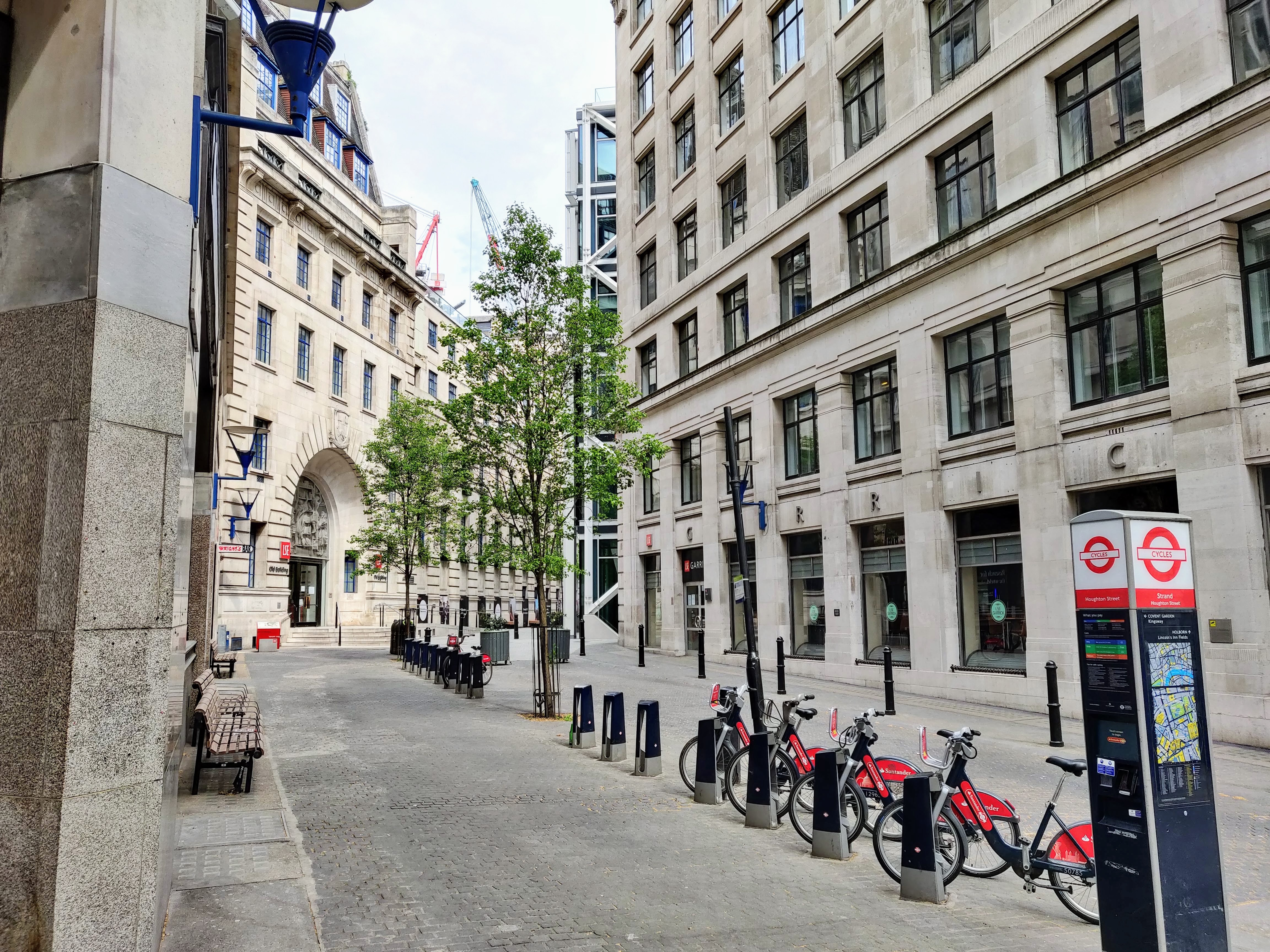
London School of Economics